# Pisidium henslowanum
Pisidium henslowanum е вид мида от семейство Сферидови (Sphaeriidae).

## Разпространение
Видът е разпространен в Чехия, Словакия, Германия, Дания, Фарьорски острови, Финландия, Норвегия, Швеция, Великобритания и Ирландия.